# Cucullia hostilis
Cucullia hostilis là một loài bướm đêm trong họ Noctuidae.